# День пожарной охраны России

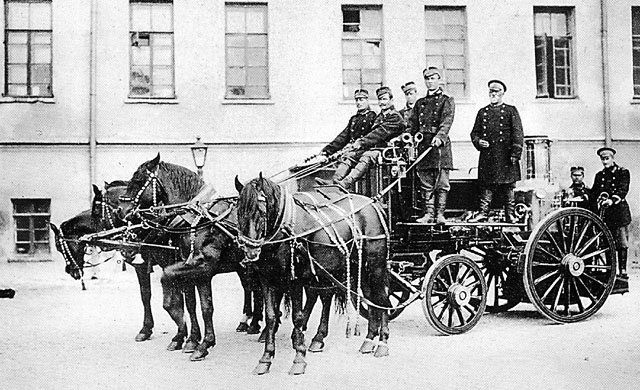
Москва, 1900

День пожарной охраны — профессиональный праздник работников пожарной охраны, отмечаемый в Российской Федерации ежегодно, 30 апреля.

## История праздника

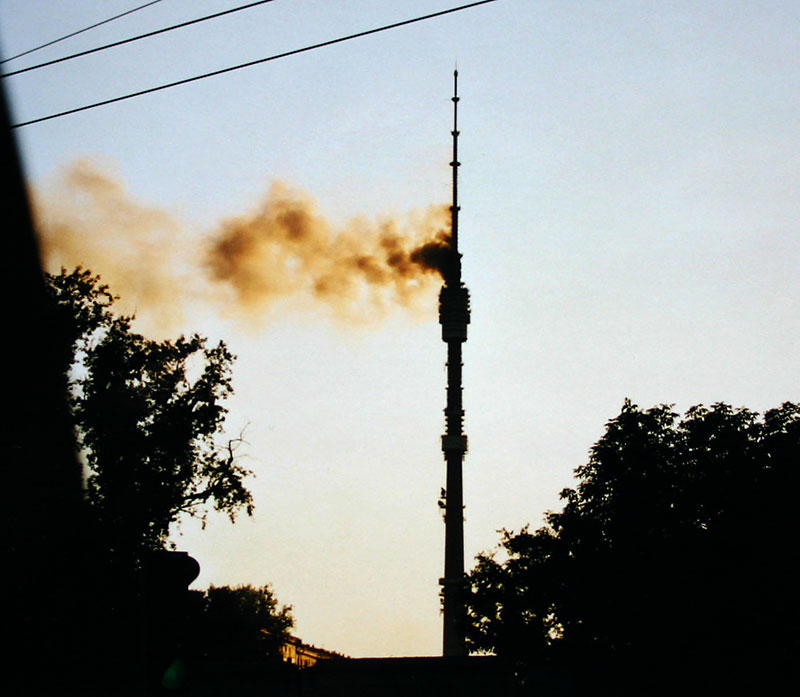
Пожар в Останкино (2000 год)

Весной 1649 года царь Алексей Михайлович подписал «Наказ о Градском благочинии». Этим наказом в Москве, впервые в Русском государстве, вводилось постоянное, круглосуточное дежурство пожарных дозоров, коим предписывалось не только принимать активное участие в тушении пожаров, но и контролировать соблюдение существовавших на тот момент правил пожарной безопасности. Кроме того, пожарные патрули обладали правом применять ряд карательных мер к нарушителям ППБ. Точная дата издания наказа неизвестна.
17 апреля 1918 года, спустя полгода после Октябрьской революции, Владимир Ленин подписал декрет «Об организации мер борьбы с огнём». Эта дата на семь десятилетий стала «днём пожарного» в СССР. С 1994 года праздник приобрёл нынешнее название.
350 лет спустя после создания первых пожарных дозоров, в 1999 году, первый президент России Борис Ельцин подписал Указ Президента РФ от 30.04.1999 № 539 «Об установлении Дня пожарной охраны», согласно которому 30 апреля становится профессиональным праздником «День пожарной охраны» и получает официальный статус. МЧС России связывает эту дату с подписанием царём «Наказа о Градском благочинии».

## День пожарной охраны в других странах
Праздники, аналогичные российскому дню пожарной охраны, отмечаются и в других странах:
- Украина: 17 апреля, День пожарной охраны (укр. День пожежної охорони). Название праздника и его дата менялись несколько раз. Первоначально он отмечался 29 января. В 2004 году был заменён на День работников гражданской защиты (17 сентября), в дальнейшем переименованный в День спасателя. Нынешний праздник украинских пожарных был утверждён в 2013 году.
- Латвия: 17 мая, День пожарных и спасателей (латыш. Ugunsdzēsēju un glābēju diena)[4].
- Кыргызстан: 15 июня, День работника противопожарной службы[5].
- Беларусь: 25 июля, День пожарной службы (бел. Дзень пажарнай службы)[6].
- Иран: 29 сентября, День пожарного (перс. روز آتش نشانی‎).

Во многих европейских странах День пожарной охраны отмечается 4 мая, в день памяти святого Флориана, покровителя пожарных (крест Флориана используется в знаках пожарных служб многих стран).

## Статистические данные по РФ
В Российской Федерации ежегодно регистрируется около 130 000 пожаров, в результате которых погибает около 19 000 человек, среди которых 30 пожарных, участвующих в тушении огня.